# Lago Ranco (sjö)
Lago Ranco är en sjö i Chile.   Den ligger i regionen Región de Los Ríos, i den södra delen av landet, 800 km söder om huvudstaden Santiago de Chile. Lago Ranco ligger 64 meter över havet. Arean är 410 kvadratkilometer. Den sträcker sig 24,0 kilometer i nord-sydlig riktning, och 29,5 kilometer i öst-västlig riktning.
Runt Lago Ranco är det glesbefolkat, med 13 invånare per kvadratkilometer.